# Meerim Zhumanazarova
Meerim Zjumanazarova (født 9. november 1999) er en kirgisisk bryder, der konkurrerer i fristil.
Hun repræsenterede Kirgisistan under sommer-OL 2020 i Tokyo, hvor hun vandt bronze i 68 kg.
Ved sommer-OL 2024 i Paris vandt hun sine første tre kampe med en samlet score på 19-10, og blev derefter besejret af Amit Elor fra USA 3-0 i finalen og vandt sølvmedaljen.